# Kościół św. Teodora w Wojciechowie
Kościół świętego Teodora – rzymskokatolicki kościół parafialny należący do parafii pod tym samym wezwaniem (dekanat Bełżyce archidiecezji lubelskiej).
Jest to świątynia wzniesiona w 1725 roku. Ufundowana została przez Konstantego Teodora Orzechowskiego. Remontowana była w 1924 roku – wówczas dobudowano kruchtę, zmieniono pokrycie dachu z gontu na blachę. Następny remont został przeprowadzony w latach 1980–1990 – wówczas kościół otrzymał nowe oszalowanie, blachę na dachu i wieżyczkę na sygnaturkę. W 2001 roku została ułożona kostka wokół świątyni.

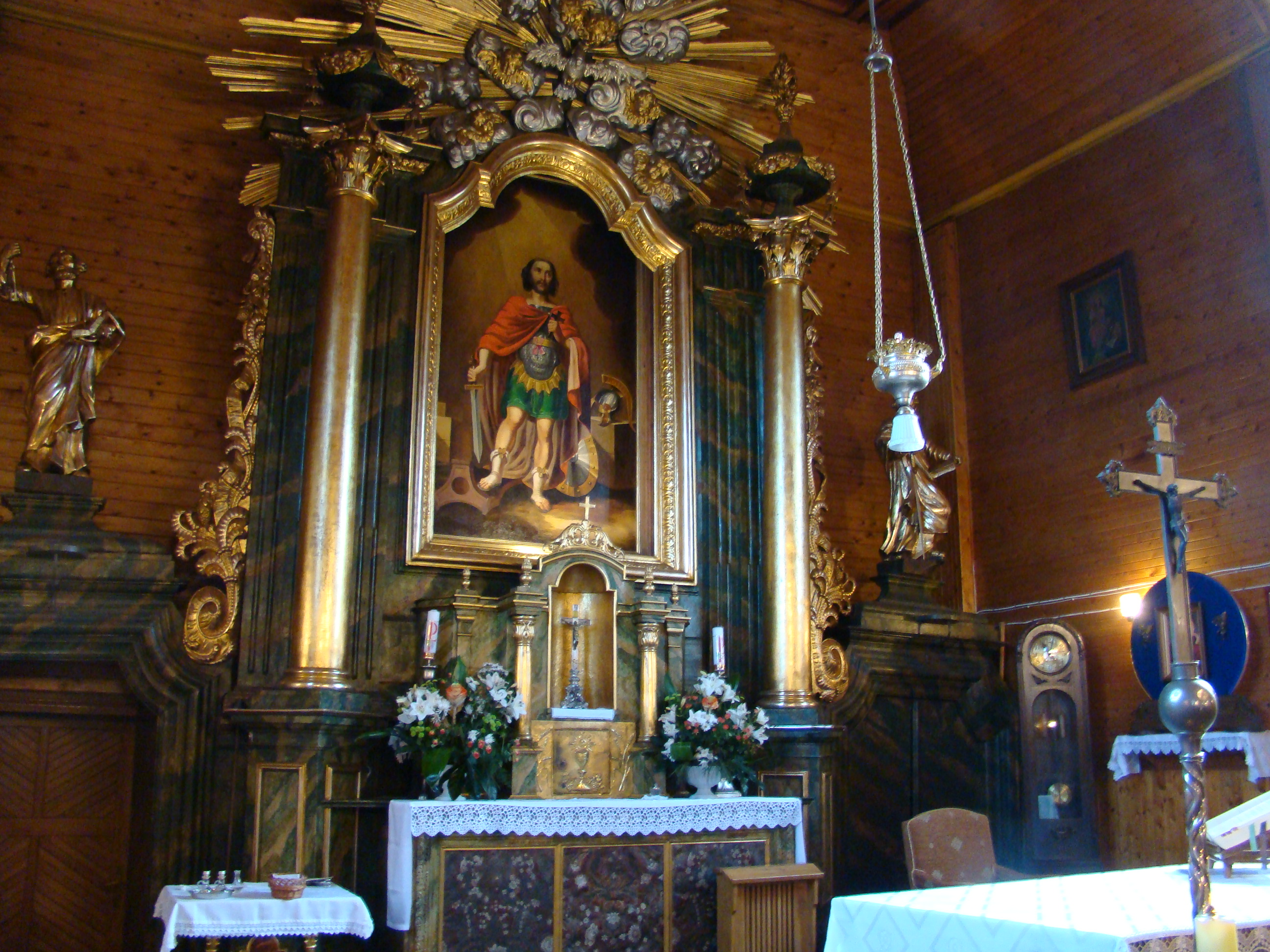
Ołtarz

Budowla jest drewniana, posiada konstrukcję zrębową. Kościół jest orientowany, do jego budowy użyto drewna modrzewiowego. Prezbiterium świątyni jest mniejsze w stosunku do nawy, zamknięte prostokątnie; zakrystia znajduje się na osi równej szerokością. Od frontu nawy jest umieszczona kruchta. Kościół posiada dach dwukalenicowy, pokryty blachą miedzianą z sześciokątną wieżyczką na sygnaturkę. Jest ona zwieńczona blaszanym dachem hełmowym. Wnętrze jest podzielone dwoma rzędami słupów, ustawionymi po dwie sztuki, jest ono nakryte stropami płaskimi z wydatną fasetą i pozornymi kasetonami. Chór muzyczny jest podparty dwoma słupami, znajduje się na nim prospekt organowy, wykonany na początku XX wieku, zapewne w 1901 roku, i jest dziełem Andrzeja Blomberga. Belka tęczowa jest ozdobiona krucyfiksem. Podłoga została wykonana z desek dębowych. Polichromia jest dziełem T. Gładysza i powstała w 1948 roku. Nawiązuje swoją tematyką do biblii i historii Polski. Ołtarz główny w stylu barokowym i dwa ołtarze boczne w stylu rokokowym pochodzą z 2 połowy XVIII wieku. Ołtarze są ozdobione kurdybanami – elementami wykonanymi z garbowanych skór o tłoczonym ornamencie, złoconych i malowanych. Nazwa pochodzi od hiszpańskiego miasta Kordoba słynącego z tych wyrobów. Ambona drewniana i ława kolatorska zostały wykonane w 2 połowie XVIII wieku.